# Kevin Nash
Kevin Scott Nash (9 de julio de 1959) es un luchador profesional y actor estadounidense. Actualmente trabaja como embajador para la empresa WWE.
Nash se ha presentado para como World Championship Wrestling (WCW), donde luchó bajo el nombre de Oz y en la Total Nonstop Action Wrestling (TNA), donde trabajó bajo su nombre real. Anteriormente, también trabajó en la WWE como Diesel.
Entre los logros de su carrera destacan el haber sido seis veces Campeón Mundial al haber obtenido cinco veces el Campeonato Mundial Peso Pesado de la WCW y una vez el Campeonato de la WWF. También destacan el haber ganado nueve veces el Campeonato Mundial en Parejas de la WCW, dos veces el Campeonato de Leyendas de la TNA, dos veces el Campeonato Mundial en Parejas de la WWF y una el Campeonato Intercontinental de la WWF, lo que le convierte en un Campeón de las Tres Coronas. Además fue el ganador de la cuarta edición de World War 3. Es también muy recordado por ser el hombre que terminó la racha de Bill Goldberg de 173 victorias. En 2015, Nash fue inducido al Salón de la Fama de la WWE.

## Carrera

### World Championship Wrestling (1990-1992)
Nash comenzó su carrera en la World Championship Wrestling (WCW), donde tuvo varios gimmicks. Empezó a luchar bajo el nombre de Steel, aliándose con Blade, formando un equipo conocido como The Masters Blasters, derrotando en Halloween Havoc a Tracy Smothers & Steve Armstrong. Luego tuvo un personaje llamado Oz, basado en el libro El Mago de Oz, derrotando en SuperBrawl I a Tim Parker en 26 segundos y siendo derrotado por Ron Simmons en The Great American Bash y por Bill Kazmeier en Halloween Havoc.
 Por último, usó el nombre de Vinnie Vegas, perdiendo junto a Ricky Morton en SuperBrawl II ante Van Hammer & Tom Zenk. Finalmente formó con Diamond Dallas Page un equipo llamado Vegas Connection, perdiendo en Halloween Havoc ante Van Hammer y Erik Watts. El equipo se disolvió a finales de 1992, y a principios de 1993 fue despedido de la WCW, por lo que se fue a la World Wrestling Federation.

### World Wrestling Federation (1993-1996)
Nash debutó en la World Wrestling Federation bajo el nombre de Diesel, siendo el guardaespaldas del Campeón Intercontinental de la WWF Shawn Michaels, ayudándole a retenerlo en SummerSlam frente a Mr. Perfect. En Survivor Series peleó junto a IRS, Rick Martel y Adam Bomb contra Razor Ramon, 123 Kid, Marty Jannetty y Randy Savage, perdiendo el equipo de Diesel y en Royal Rumble dominó la primera mitad de la Royal Rumble, eliminando a 7 luchadores. Sin embargo, el 13 de abril de 1994 derrotó a Ramon, ganando el Campeonato Intercontinental de la WWF y en un house show ganó junto a Michaels el Campeonato Mundial en Parejas de la WWF tras derrotar a The Headshrinkers, pero en SummerSlam perdió su título frente a Razor Ramon y el 23 de noviembre de 1994 Michaels y él dejaron vacante el título en parejas tras disolver el grupo. Pero el 26 de noviembre derrotó en un house show a Bob Backlund en 8 segundos, ganando el Campeonato Mundial de la WWF, convirtiéndose así en el tercer Campeón de las Tres Coronas.
En Royal Rumble peleó contra Bret Hart con su título en juego, pero acabaron sin resultado al interferir Owen Hart, Jeff Jarrett, Roadie, Backlund y Shawn Michaels. El 20 de febrero en RAW retuvo su título ante Jarrett, en WrestleMania XI ante Michaels, el 24 de abril ante Bam Bam Bigelow y en WWF In Your House ante Sycho Sid por descalificación. En King of the Ring hizo equipo con Bigelow, derrotando a Sid y Tatanka. En In Your House 2 retuvo el título ante Sid y en SummerSlam ante Mabel. En In Your House 3 ganó por segunda vez el Campeonato Mundial en Parejas de la WWF al derrotar a Yokozuma y The British Bulldog, quien estaba sustituyendo a Owen Hart, pero el 25 de septiembre devolvieron los títulos a Yokozuma y Hart, ya que Hart no había defendido el título. En In Your House 4 retuvo el título ante The British Bulldog, pero en Survivor Series lo perdió ante Bret Hart.
Tras ser el último eliminado en la Royal Rumble, interfirió en la lucha por el título entre Hart y The Undertaker y tuvo su revancha en In Your House 6 en una Steel Cage match frente a Hart, pero Hart retuvo después de la interferencia de Undertaker, luchando Nash y Undertaker en WrestleMania XII con victoria para Undertaker. En Good Friends, Better Enemies se enfrentó a Shawn Michaels con el Campeonato de la WWF de Michaels en juego, reteniendo Michaels. Luego, el 19 de mayo de 1996, perdió otra Steel Cage match ante Michaels con el título en juego.

### World Championship Wrestling (1996-2001)

#### 1996-1997

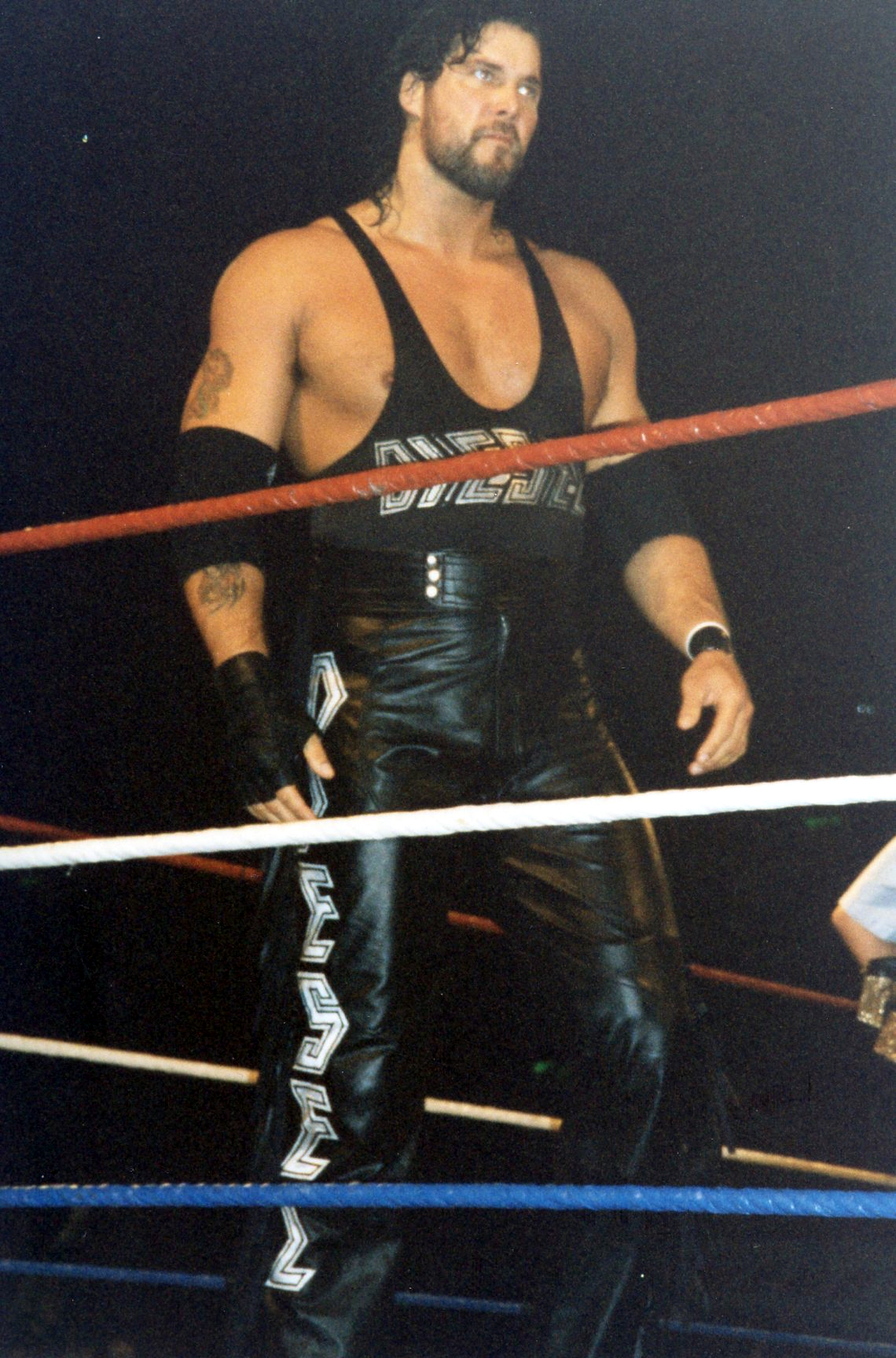
Nash luchando como Diesel en la WWF.

Nash debutó en la WCW interrumpiendo junto a Scott Hall un programa de WCW Nitro, donde dijeron que iban a invadir la WCW por órdenes de la WWF y que ellos dos y un tercer luchador retaban a los mejores luchadores de la WCW en Bash at the Beach. En el evento ellos dos se enfrentaron a Randy Savage, Sting y Lex Luger, pero durante la pelea, Hulk Hogan intervino, atacando a Luger y volviéndose heel, formando junto a Nash y Hall un equipo conocido como The New World Order. Tras esto, The Outsiders (Hall y Nash) tuvieron un feudo con Luger y Sting, a quien se enfrentaron en Hog Wild, el 12 de agosto de 1996 en Nitro y en Fall Brawl formaron junto a Hogan y nWO Sting el Team nWo y derrotaron en un War Games match al Team WCW (Lex Luger, Ric Flair, Sting & Arn Anderson). En Halloween Havoc Nash y Hall derrotaron a Harlem Heat (Booker T & Stevie Ray), ganando el Campeonato Mundial en Parejas de la WCW, reteniéndolo en WCW World War 3 ante Faces of Fear (Meng & The Barbarian) y The Nasty Boys (Brian Knobbs & Jerry Sags) y en Starrcade ante Faces of Fear, pero lo perdieron ante The Steiner Brothers (Scott & Rick) en Souled Out, ya que el árbitro del nWo Nick Patrick fue noqueado y el árbitro de la WCW Randy Anderso hizo la cuenta, por lo que el 26 de enero de 1997 Eric Bischoff les devolvió los títulos a The Outsiders. En Superbrawl VII perdieron los títulos ante The Giant & Lex Luger, pero Bischoff devolvió de nuevo los títulos a The Outsiders alegando que Luger no estaba médicamente preparado para luchar. En Uncensored formaron junto a Hogan y Randy Savage en Team nWo, enfrentándose al Team Piper (Roddy Piper, Chris Benoit, Jeff Jarrett & Stevie McMichaels) y al Team WCW (Lex Luger, The Giant & Scott Steiner), donde Nash eliminó a Jarrett, Benoit y Steiner, pero fue eliminado por Luger. En Slamboree The Outsiders y el nuevo miembro del nWo Syxx fueron derrotados por Ric Flair, Roddy Piper & Kevin Greene, teniendo un feudo con Pipper y Flair, reteniendo en The Great American Bash los títulos en Pareja ante Flair & Piper y en Road Wild ante The Steienr Brothers. Sin embargo, Nash se lesionó, por lo que el 13 de octubre de 1997 Scott Hall y Syxx, sustituto de Nash, perdieron el título ante The Steiner Brothers.

#### 1998

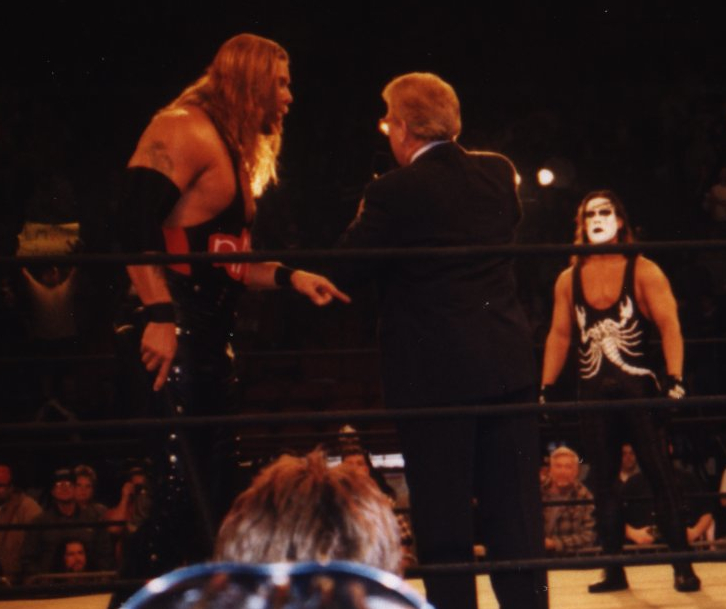
Nash enfrentándose a Sting en un episodio de Nitro en 1998.

Nash regresó a principios de 1998, teniendo un feudo con The Giant, enfrentándose ambos en Souled Out y Uncensored, con una victoria y una derrota para Nash respectivamente. Entre ambos eventos Nash consiguió junto a Hall el Campeonato Mundial en Parejas de la WCW en Superbrawl al derrotar a The Steiner Brothers. En Spring Stampede derrotó junto a Hollywood Hogan a The Giant & Roddy Piper y en Slamboree The Outsiders fueron derrotados por Sting & The Giant, perdiendo el Campeonato Mundial en Parejas de la WCW. Tras esto, el New World Order se dividió en dos equipos, el nWo Hollywood y el nWo Wolfpac, formada por Kevin Nash como líder, Randy Savage, Sting, Lex Luger y Konnan, enfrentándose ambas facciones. En The Great American Bash Sting y The Giant pelearon para poder elegir un nuevo Campeón en Parejas, ganando Sting la lucha y eligiendo a Nash como compañero. Luego, en Road Wild participó en una battle royal, pero fue ganada por Goldberg, en Fall Brawl participó en un War Games match para obtener una oportunidad por el Campeonato Mundial Peso Pesado de la WCW, pero fue ganada por Diamond Dallas Page y en Halloween Havoc fue derrotado por Scott Hall. En World War 3 ganó la battle royal de sesenta personas, ganando una oportunidad por el Campeonato Mundial Peso Pesado de la WCW de Goldberg, teniendo un feudo con él que culminó en Starrcade, ganando Nash el Campeonato Mundial Peso Pesado de la WCW por primera vez.

#### 1999-2001

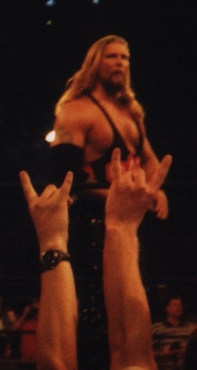
Nash en Nitro en 1998, con manos formando el símbolo del nWo Wolfpack.

Sin embargo, Nash perdió el título el 4 de enero de 1999 ante Hollywood Hogan después de que le diera un golpe con el dedo, reuniéndose con esto de nuevo el New World Order con Hogan, Nash, Scott Hall, Lex Luger, Scott Steiner y Buff Bagwell. En Superbrawl junto a Nash derrotó a Konnan y Rey Mysterio, forzando a Mysterio a quitarse la máscara, empezando un feudo con Rey Mysterio que les llevaría a una lucha en Uncensored, lucha que ganó Kevin Nash. En Spring Stampede Goldberg derrotó a Nash, pero Nash derrotó a Diamond Dallas Page en Slamboree, ganando por segunda vez el Campeonato Mundial Peso Pesado de la WCW, el cual retuvo el 17 de mayo en Nitro ante DDP, en The Great American Bash ante Randy Savage y el 28 de junio en Nitro ante David Flair. Sin embargo, en Bash at the Beach se enfrentó junto a Sting a Savage y Sid Vicious con la estipulación de que si Nassh y Sting perdían, Savage ganaría el campeonato, perdiendo Nash y Sting y ganando el título Savage. Tras esto, tuvo un feudo con Hollywood Hogan, luchando en Road Wild en una lucha en la cual el perdedor debía retirarse, perdiendo Nash la lucha. Sin embargo, Nash volvió a luchar el 15 de noviembre, empatando con Sid Vicious una Street Fight match, empezando un feudo que los llevaría a luchar en Starrcade con victoria para Nash. Antes de esto volvió a ganar el Campeonato Mundial en Parejas de la WCW junto a Scott Hall el 16 de diciembre de 1999 al derrotar a Goldberg y Bret Hart, pero fue despojado el 27 de diciembre por una lesión de Hall. Ese mismo día empezó un torneo por el título en parejas, siendo Scott Steiner el compañero de Nash, derrotando a Sid Vicious & The Wall y el 3 de enero de 2000 derrotaron a PG-13 (JC Ice & Wolfie D y a Ron & Don Harris, pero fueron derrotados en la final por David Flair & Crowbar.
Tras esto, en Souled Out derrotó a Terry Funk, convirtiéndose en el nuevo comisionado de la WCW. Luego tuvo un feudo con Sid Vicious, perdiendo ante él el 24 de enero de 2000, ganando Sid el vacante Campeonato Mundial Peso Pesado de la WCW, pero como comisionado de la WCW, Nash dejó vacante el título el 25 de enero y se declaró campeón, pero ese mismo día lo perdió ante Sid. Tras esto se unió The Millionaries Club, un equipo formado por luchadores viejos y se enfrentaron a New Brood, formado por luchadores jóvenes. Se enfrentó en varias ediciones de Nitro a luchadores como Rey Mysterio, Billy Kidman o Mike Awesome. El 22 de mayo de 2000 se enfrentó a Jeff Jarrett con el Campeonato Mundial Peso Pesado de la WCW de Jarrett en juego, acabando la lucha en empate, pero el 24 de mayo derrotó a Jarrett y Scott Steiner, ganando el título, el cual se lo dio a Ric Flair en 24 de mayo. En The Great American Bash se volvió a enfrentar a Jeff Jarrett con el Campeonato Mundial Peso Pesado de la WCW de Jarrett en juego, ganando Jarrett y lo retuvo de nuevo el 26 de junio ante Kevin Nash, Goldberg y Scott Steiner, iniciando Nash un feudo con Goldberg, siendo derrotado en Bash at the Beach. El 28 de agosto de 2000 derrotó a Booker T, ganando el Campeonato Mundial Peso Pesado de la WCW por quinta y última vez, perdiéndolo ante Booker T en una Steel Cage match en Fall Brawl. Luego intentó liderar un equipo de jóvenes luchadores llamados Natural Born Thrillers, pero le atacaron. Más tarde hizo equipo con Diamond Dallas Page, ganando el Campeonato Mundial en Parejas de la WCW al derrotar a Shawn Stasiak & Chuck Palumbo en Mayhem, pero el comisionado Mike Sanders les quitó los títulos. Sin embargo, los volvieron a ganar al derrotar a Palumbo y Stasiek en Starrcade, pero lo perdieron en Sin. Tras esto, tuvo un feudo con Scott Steiner alrededor de su Campeonato Mundial Peso Pesado de la WCW, enfrentándose a él el 15 de enero y el 12 de febrero de 2001, ganando ambas Nash por descalificación, por lo que no consiguió el título. Por último se enfrentó a Steiner en Superbrawl, con la condición de que si Nash perdía, debía retirarse de la lucha libre. En el evento, Steiner retuvo su título y Nash se retiró (Kayfabe). Poco después, la WCW fue comprada por la WWF, pero Nash decidió esperar a que expirara su contrato en enero de 2002.

### World Wrestling Federation/Entertainment (2002-2003)
En 2002 Nash regresó a la WWE en No Way Out, donde ayudó a Chris Jericho a ganar a Steve Austin, formando el nWo junto a Scott Hall y Hulk Hogan, pero poco después Hogan les traicionó y se les unió X Pac, pero en abril de 2002 Nash tuvo que someterse a cirugía. El 3 de junio introdujo al nuevo miembro del nWo, Shawn Michaels, pero durante una lucha el 8 de julio de 2002, se lesionó y se pasó el resto del año inactivo.
En 2003 empezó un feudo con Triple H, luchando Nash junto a Booker T y Shawn Michaels a Triple H, Chris Jericho y Ric Flair en Backlash, perdiendo el equipo de Nash. Luego venció por descalificación a HHH en Judgment Day con el Campeonato Mundial Peso Pesado de la WWE de HHH en juego y en Bad Blood fue derrotado por HHH en un Hell in a Cell. Luego empezó un corto feudo con Jericho, a quien se enfrentó el 18 de agosto de 2003 en una lucha de apuestas de cabellera contra cabellera, perdiendo Nash y cortándose el pelo. En SummerSlam participó en una Elimination Chamber contra Triple H, Jericho, Shawn Michaels, Randy Orton y Goldberg.

### Total Nonstop Action Wrestling (2004-2010)

#### 2004-2007

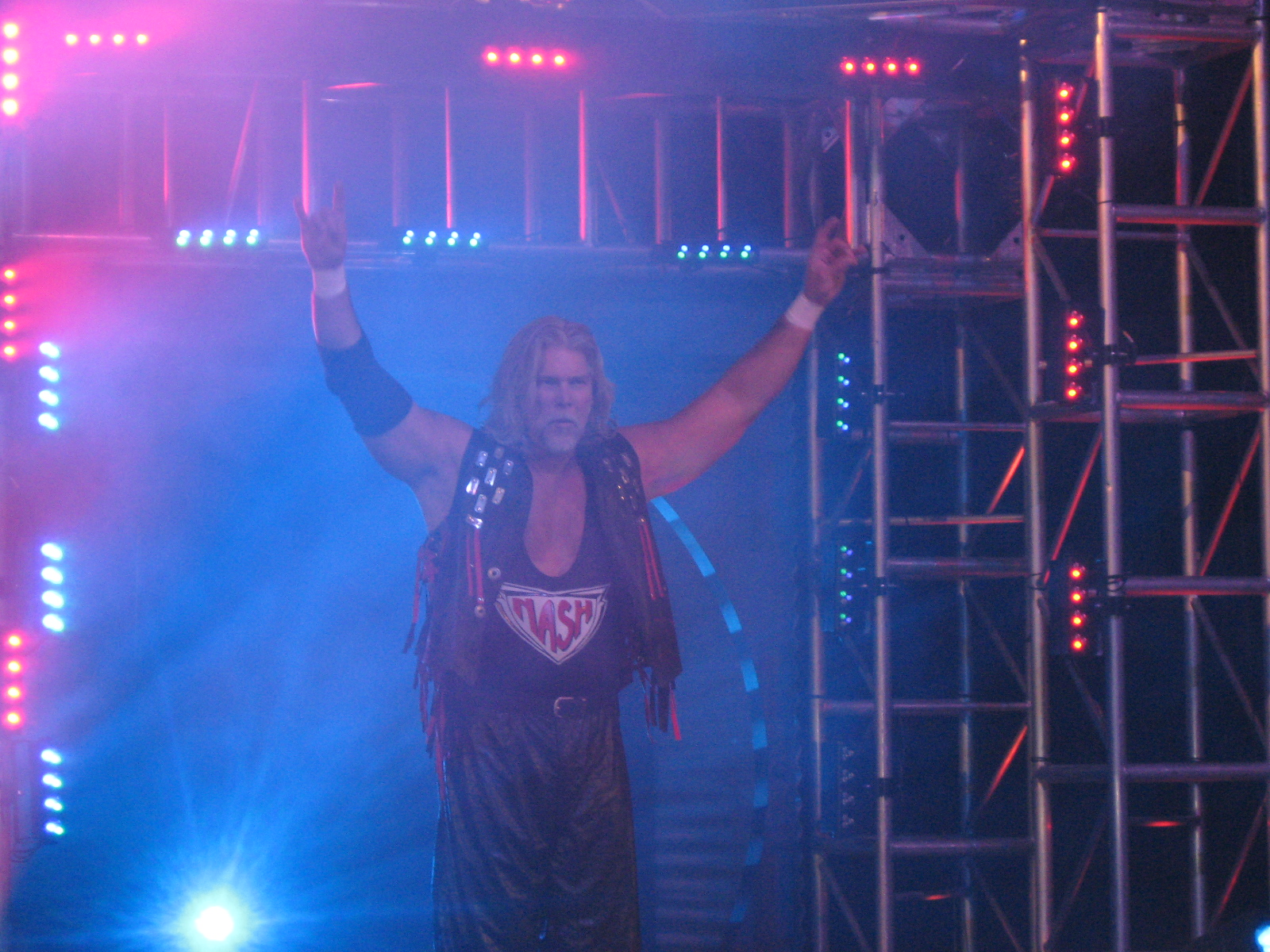
Kevin Nash en la TNA.

Tras irse de la WWE, Nash se fue a la empresa Total Nonstop Action Wrestling (TNA), donde debutó junto a Scott Hall en el PPV Victory Road, donde ayudaron a Jeff Jarrett a retener el Campeonato Mundial Peso Pesado de la NWA ante Jeff Hardy en un Ladder match. Tras esto, los tres formaron un equipo conocido como Kings of Wrestling, teniendo un feudo con Hardy y A.J. Styles, enfrentándose a ellos dos y a Randy Savage en Turning Point, perdiendo Kings of Wrestling. En Final Resolution se enfrentó a Monty Brown y Diamond Dallas Page para nombrar un contendiente número 1 al Campeonato Mundial Peso Pesado de la NWA, ganando Brown la lucha. Sin embargo, se enfrentó a Jarrett con el título en juego en Against All Odds, pero Nash perdió y Jarrett retuvo el título. Después de la lucha, Billy Gunn intervino en la lucha, empezando un feudo con Nash que los enfrentaría en Destination X, perdiendo Nash. Después de esto se empezó a enfrentar a toda la División X de la TNA, aplicando su "Jacknife Powerbomb" a Puma en Sacrifice después de ganar la World X Cup. Durante este tiempo, fue el mentor de Alex Shelley y tuvo un feudo con el compañero de Shelley, Chris Sabin, a quien derrotó en Slammiversary. Más adelante, se les unió Johnny Devine y Nash y Shelley se enfrentaron en Victory Road a Sabin y Jay Lethal, ganando la lucha Lethal y Sabin. Por último, Nash estuvo del lado de Shelley en su pelea contra Sabin en Hard Justice, ganando Sabin.
Luego creó el "Open Invitational X-Division Gauntalet Battle Royal" para Bound for Glory, donde Austin Starr, el ganador, tuvo a Nash como mentor. Sin embargo, Shelley y Starr fueron derrotados en Genesis por Ron "Truth" Killings y Lance Hoyt. Tras esto, empezó a hacer pruebas a los luchadores de la División X, tales como exámenes de orina, bailes de limbo o jugar a las sillas musicales, siendo la final en Final Resolution, donde Shelley derrotó a Starr. Las siguientes semanas siguió haciendo pruebas a los luchadores hasta que al final de 2007 hizo equipo con Scott Hall.

#### 2008
Mientras hacía equipo con Hall, ambos eligieron a Samoa Joe como compañero para enfrentarse a Kurt Angle, A.J. Styles y Tomko en Turning Point, pero al final Hall no se pudo presentar y le sustituyó Eric Young, viniendo el equipo de Nash. Tras esto, empezaron un feudo con los tres y Nash tomó el papel de mentor de Joe, luchando juntos en Final Resolution contra los Campeones Mundiales en Parejas de la TNA Styles y Tomko con el título en juego, perdiendo Nash y Joe y contra Angle, Styles y Tomko en Destination X, ganando el equipo formado por Nash, Joe y Christian Cage. En Lockdown el Team Cage (Christian Cage, Kevin Nash, Rhino, Sting & Matt Morgan) derrotó al Team Tomko (Tomko, A.J. Styles, Brother Devon, Brother Ray & James Storm). En el mismo evento, Joe derrotó a Angle, consiguiendo el Campeonato Mundial Peso Pesado de la TNA. Tras esto, empezó a acompañar a Joe a sus defensas en los eventos PPV hasta Bound for Glory IV, donde le traicionó y le golpeó en su defensa frente a Sting, perdiendo el campeonato. Pocas semanas después, formó un equipo llamado The Main Event Mafia junto a Sting, Kurt Angle, Booker T y Scott Steiner. Con el equipo tuvo un feudo con el equipo The Frontline, derrotando a Samoa Joe en Turning Point y enfrentándose junto a Steiner, Booker T y Sting a A.J. Styles, Joe y Team 3D, ayudando a retener el Campeonato Mundial Peso Pesado de la TNA de Sting.

#### 2009-2010

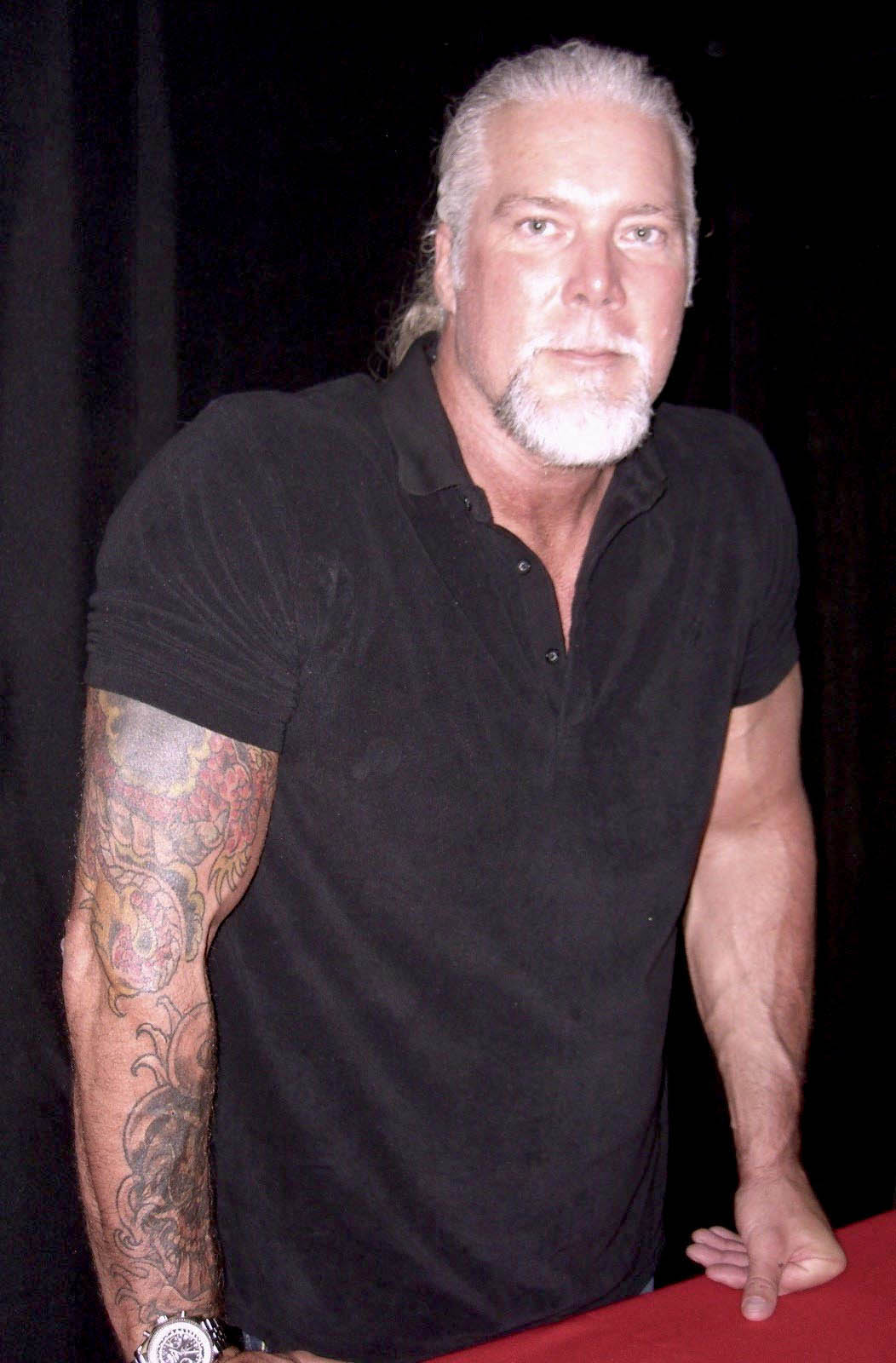
Kevin Nash en 2010.

En Lockdown, el Team Jarrett (Jeff Jarrett, Samoa Joe, A.J. Styles & Christopher Daniels) derrotó al Team Angle (Kurt Angle, Booker T, Scott Steiner & Nash) en un Lethal Lockdown match. Luego, en Sacrifice, perdió frente a Samoa Joe al rendirse con una "Tazzmision". En Victory Road derrotó a A.J. Styles, ganando el Campeonato de Leyendas de la TNA, pero el 22 de julio lo perdió en TNA iMPACT! ante Mick Foley. Sin embargo, en Hard Justice derrotó a Foley, ganando por segunda vez el campeonato y lo retuvo frente a Abyss en No Surrender, pero lo perdió en Bound for Glory ante Eric Young en una lucha donde también participó Hernández. A pesar de esto, se unió al equipo de Young World Elite, ayudándoles en sus luchas. En Final Resolution participó en el Feast or Fired match, consiguiendo una oportunidad por el Campeonato Mundial en Parejas de la TNA.
A principios de 2010, Nash formó con Sean Waltman & Scott Hall una nueva versión del New World Order, siendo conocidos como The Band. Los tres atacaron a varios luchadores el 4 de enero, pero Beer Money, Inc. pidieron una lucha contra ellos en Genesis, lucha que Eric Bischoff les concedió. En Genesis, Beer Money derrotaron a Nash & Waltman. Sin embargo, poco después The Band le atacó, cambiando a face y empezando una pareja con Eric Young, enfrentándose a The Band en Destination X, combate durante en cual Nash volvió a ser heel tras traicionar a Young. Finalmente, Nash derrotó a Young en un Steel Cage match en Lockdown, pero perdió ante Team 3D junto a Hall. Luego, empezaron un feudo contra Team 3D, durante el cual se les unió Eric Young. El 5 de mayo de 2010, derrotaron a Matt Morgan & Samoa Joe, ganando el Campeonato Mundial en Parejas de la TNA y defendiéndolo ante Ink Inc. (Shannon Moore & Jesse Neal) en Sacrifice. Luego, Young se unió al reinado, invocando la Freebird Rule, pero fueron despojados del título el 14 de junio. Ese mismo día, él y Young participaron en un torneo para coronar a los nuevos campeones, pero perdieron en la primera ronda ante Ink Inc.
Tras esto, se separó de Young y empezó a quejarse por el poco tiempo que estaba en televisión, acusando a Hulk Hogan y Eric Bischoff, empezando un feudo con Jeff Jarrett a causa de esto, durante el cual se unió a Sting. Sin embargo, ambos fueron derrotados en No Surrender por Jeff Jarrett & Samoa Joe. Tras esto, se les unió D'Angelo Dinero, por lo que en Bound for Glory se volvieron a enfrentar a Joe & Jarrett. Sin embargo, durante la lucha, Jarrett cambió a heel y abandonó a Joe, dándole la victoria al grupo de Nash. En ese mismo evento se reveló a los miembros de They, un grupo secreto que planeaba hacerse con el control de TNA desde hacía meses, siendo los miembros Abyss, Jeff Hardy, Jarrett, Bischoff y Hogan, por lo que Nash, Sting y Dinero pasaron a ser face. Sin embargo, el 13 de octubre tuvo su última grabación de Impact!, dejando la TNA y retirándose de la lucha libre profesional, provisionalmente.

### World Wrestling Entertainment/WWE (2011-presente)

#### 2011-2012

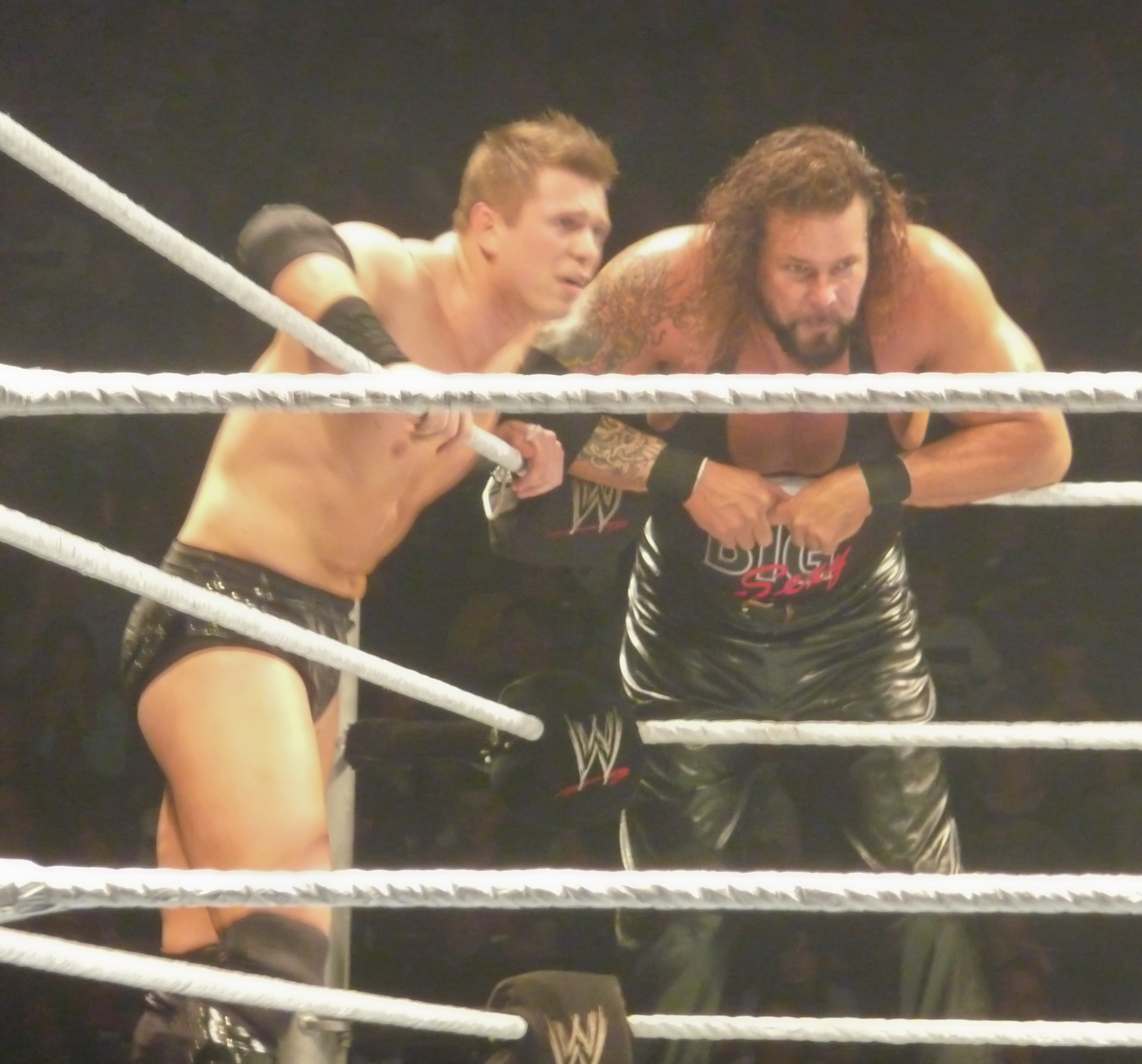
Kevin Nash, a su regreso en la WWE en 2011, haciendo equipo con The Miz en un house show de la WWE.

El 30 de enero de 2011, hizo su reaparición en la World Wrestling Entertainment bajo el gimmick de Diesel, en el PPV Royal Rumble, en el Royal Rumble Match entrando en el #32 pero siendo eliminado por Wade Barrett. Tras esto, firmó un contrato de leyenda de WWE, permitiéndole aparecer en los videojuegos de la empresa. El 24 de febrero, Nash anunció en la red social Twitter lo siguiente: "Tendré un contrato de 5 años en la WWE. Estoy seguro que en esos 5 años, oirán a Diesel de nuevo. Confíen en mi." El 2 de abril, estuvo en la ceremonia de Hall of Fame, Diesel, junto con Sean Waltman, fueron los encargados de celebrar la inducción de Shawn Michaels en el Salón de la Fama. Después de que Triple H haya inducido a Michaels, y después de que Michaels dio su discurso, Nash y Waltman se unieron a ellos en el escenario para celebrar. Scott Hall no pudo asistir a la ceremonia debido a las preocupaciones de permanecer sobrio y otros problemas. Hall fue elogiado recientemente por su amistad con Nash, junto con los demás miembros de The Kliq, como ayudar a él a través de su batalla con el alcohol.
El 14 de agosto en Summerslam al finalizar la lucha entre CM Punk y John Cena por el Campeonato de la WWE, Nash le aplicó a Punk su "Jackknife Powerbomb", lo que le permitió a Alberto Del Rio cobrar su maletín del RAW Money in the Bank, ganando el título.
El 15 de agosto explicó que quería aparecer en SummerSlam pero para eso, tenía que atacar a Punk. Luego Punk salió al ring y le dice que todo esto no fue idea de Triple H, si no de su esposa Stephanie McMahon. La semana siguiente, interfirió en la lucha para definir al nuevo retador por el Campeonato de la WWE, distrayendo a Punk y haciéndole perder. El 29 de agosto en RAW le dieron a Nash un contrato en la WWE y confirmaron una pelea contra CM Punk en Night of Champions pero más tarde fue sustituido por Triple H en el combate. En el Super SmackDown del 30 de agosto (emitido el 2 de septiembre) interrumpió la firma de contrato de la lucha entre CM Punk y Triple H atacando a Punk. Luego Triple H intento calmarlo pero Nash lo empujó. La semana siguiente Triple H, luego de darle un golpe, lo despidió (Kayfabe), pero hizo su regreso en Night of Champions atacando a Triple H y CM Punk cambiando a heel. Luego volvió a aparecer en Vengeance atacando a Triple H luego de su lucha en equipo con CM Punk contra The Miz & R-Truth. Luego de esto, atacó a Triple H en RAW con un martillo ocasionando su lesión. El 31 de octubre, en RAW, John Laurinaitis volvió a contratar a Nash. Después de haber lesionado a Triple H, Nash participó en los house shows de RAW en Europa y en Japón. En el programa del 9 de diciembre de SmackDown se anunció que se enfrentará a Triple H el evento TLC: Tables, Ladders & Chairs en una lucha de escalera con el mazo suspendido por encima del ring, combate que perdió después de un Pedigree y un golpe con el mazo.

#### 2012-presente

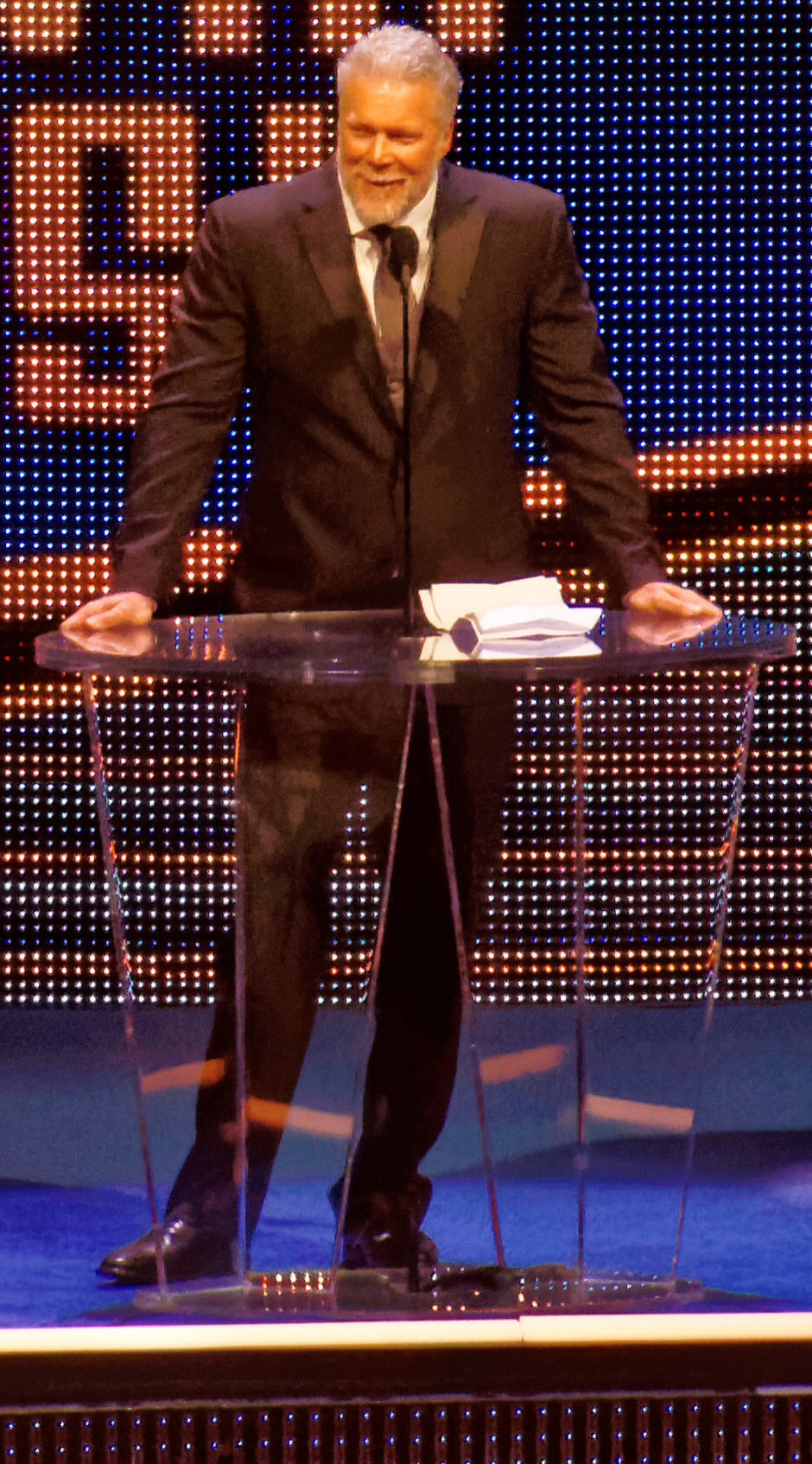
Nash dando su discurso tras ser inducido al Salón de la Fama de WWE en 2015.

A fines de 2012 y principios de 2013, Nash comenzó a aparecer en el programa NXT. Apareció inicialmente como el Comisionado de Lucha invitado de la noche, un título que se le otorgó a pedido de Dusty Rhodes. Después de anunciar esto a la multitud, fue interrumpido por Heath Slater, a quien rápidamente entregó su remate, volviéndose de cara. Más tarde, volvió a aparecer en las grabaciones del 20 de enero de NXT para reunirse con los miembros de The Kliq, lo que le permitió resolver de manera efectiva todos los problemas con Triple H, abrazándolo una vez más. La reunión también se convirtió en una reunión de D-Generation X y Nash recibió el título de miembro honorario del establo. Nash luego ayudó a DX a derrotar a Damien Sandow.
Nash compitió en el combate Royal Rumble en la edición 2014 como el 14° participante, eliminando a Jack Swagger antes de ser eliminado por Roman Reigns. Meses después, introdujo a su amigo cercano y excompañero de equipo, Scott Hall, en la clase del Salón de la Fama. Apareció en el episodio del 11 de agosto de Raw para reunir a la New World Order con Hall y Hulk Hogan como parte de la celebración del cumpleaños de este último. El 24 de diciembre de 2014, fue suspendido por WWE luego de su arresto, pero fue reincorporado rápidamente cuando se retiraron los cargos.
En el episodio del 19 de enero de 2015 de Raw, Nash apareció con X-Pac y Scott Hall para reunir de nuevo al nWo, y junto con The Acolytes Protection Agency y The New Age Outlaws, derrotaron a The Ascension, que había estado insultando a leyendas del pasado. El 23 de marzo, se anunció que Nash sería incluido en la clase del Salón de la Fama. Días después fue admitido por su viejo amigo Shawn Michaels y posteriormente apareció en WrestleMania 31 junto a Hulk Hogan y Scott Hall, en su intento de igualar las probabilidades a favor de Sting en su combate contra Triple H, que tenía a D-Generation X (Michaels, Billy Gunn, Road Dogg y X-Pac) en su esquina. Sin embargo, Sting fue derrotado después de que Triple H lo golpeara con su mazo.
Tras casi cuatro años de ausencia, Nash regresó a la WWE para el Raw Reunion del 22 de julio de 2019. El 9 de diciembre de ese año, se anunció que sería incluido en el Salón de la Fama por segunda vez, sólo que ahora como miembro de nWo.

### Circuito independiente (2011-presente)
Nash, junto a Hall y Waltman, hicieron una aparición en el evento de la Juggalo Wrestling Championship, Gathering of the Juggalos. Nash & Waltman derrotaron a Road Dogg & Billy Gunn. En el iPPV de la JCW Hatchet Attacks en 2012, derrotaron a The Headbangers (Mosh & Thrasher).
El 23 de septiembre de 2012, debutó en la empresa japonesa All Japan Pro Wrestling, derrotando junto a Keiji Mutoh a Seiya Sanada & Taiyō Kea después de que Nash cubriera a Sanada.
Poco después de su debut en la All Japan Pro Wrestling, se unió al Imperial Wrestling Revolution donde estaban también Jake Roberts, Brodus Clay, Jinder Mahal, John Morrison y Matt Hardy.

## Vida personal
El 27 de diciembre de 1962 cuando Nash tenía tres años, su padre, Robert Nash murió y su madre Wanda, falleció el 27 de diciembre de 1994 tras cuatro años de pelear contra el cáncer. Nash tuvo un hijo llamado Tristen (12 de junio de 1996 - 20 de octubre de 2022). Nash y su esposa se casaron en 1989 y se separaron en el 2000, pero se reconciliaron.
El 11 de enero de 2009, ingresó en un hospital de Carolina del Norte a causa de una infección en su codo por un tatuaje que se estaba haciendo tras una gira por Japón con la TNA. La infección fue diagnosticada como Staphylococcus aureus resistente a la meticilina.
Nash es amigo personal de los luchadores Triple H, Scott Hall (fallecido en 2022), Sean Waltman y Shawn Michaels, con quienes conformaría stables como The Kliq y el New World Order.
Se considera un demócrata centrista, por lo que apoya al Partido Demócrata. Nash se ha expresado abiertamente sobre el apoyo a la comunidad LGBT en la lucha libre profesional y en la sociedad en general.

### Arresto
El 24 de diciembre de 2014, Nash fue arrestado después de la medianoche por un altercado que involucró a su hijo Tristen el cual ingresó borracho a su hogar y comenzó a golpear a su madre. Nash tuvo que verse obligado a someter a su hijo, pero Tristen afirmó a la policía haber sido atacado con un Chokeslam por su padre. La WWE decidió de acuerdo a su nueva política en contra de la violencia doméstica, suspender a Kevin Nash hasta que se aclare la investigación. Nash estaba programado para hacer su aparición en RAW del 19 de enero, pero debido al incidente su contrato fue suspendido hasta que se aclarara el asunto. La parte acusadora no levantó cargos contra Nash, siendo liberado unas horas después del altercado al demostrarse que no tuvo nada que ver con el incidente, permitiendo de este modo que Nash hiciera su reaparición junto a los otros integrantes de NWO en la semana previa a Royal Rumble.

### Fallecimiento de su hijo
Su único hijo, Tristen, murió el 20 de octubre de 2022 tras sufrir un ataque cardíaco como consecuencia de un Síndrome de abstinencia del alcohol.

## Otros medios
En 1991, Nash hizo su debut como actor en Teenage Mutant Ninja Turtles II: The Secret of the Ooze como la versión mejorada genéticamente del villano, Shredder, llamado Super Shredder. También tuvo un papel muy secundario como un trabajador de martillo neumático en la película Family Plan de 1998.
En 1999, creó y coescribió un cómic titulado Nash, ambientado en un futuro distópico y que se presenta a sí mismo como el personaje principal. [124] Image Comics publicó una edición preliminar de basurero y dos números regulares.
Fue la primera opción para el papel de Sabretooth en X-Men, pero el papel finalmente fue para su excompañero de equipo Tyler Mane. Nash apareció en una escena de lucha como The Russian en la película de 2004 The Punisher . Mientras filmaba la escena, fue apuñalado accidentalmente con un cuchillo real por el actor Thomas Jane.
Hizo apariciones especiales en tres programas de televisión diferentes. Apareció en un episodio de The Love Boat: The Next Wave y Sabrina, la bruja adolescente y en dos episodios de Nikki como The Big Easy. En 2009, apareció en el programa Brothers de la cadena Fox, en el que vino a recuperar su cinturón de campeonato robado. En 2012, interpretó a un stripper masculino en Magic Mike y repitió el papel en la secuela de 2015 Magic Mike XXL.
En la primavera de 2022, Nash lanzó un podcast semanal llamado 'Kliq This'.

## Campeonatos y logros
- Total Nonstop Action Wrestling

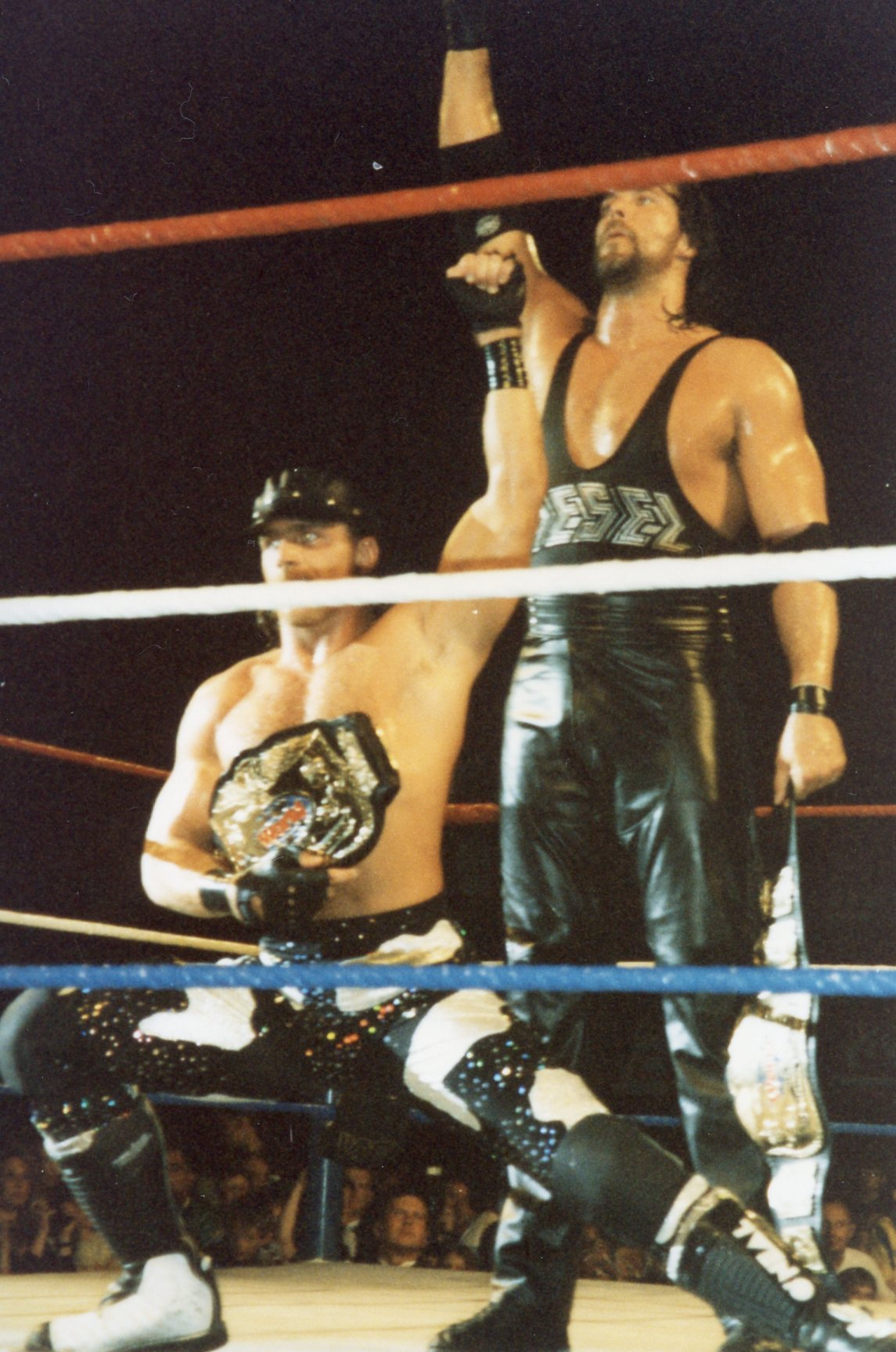
Nash como Diesel junto a Shawn Michaels como Campeones Mundiales en Parejas de la WWF.

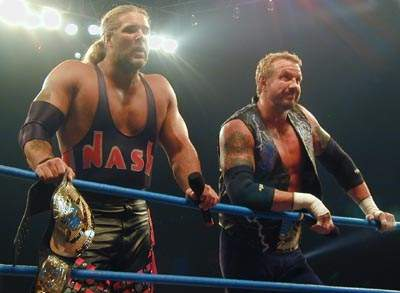
Nash junto a Diamond Dallas Page como Campeón Mundial en Parejas de la WCW.

  - TNA Legends Championship (2 veces)
  - TNA World Tag Team Championship (1 vez) - con Scott Hall & Eric Young

- World Wrestling Federation
  - WWF Championship (1 vez)
  - WWF Intercontinental Championship (1 vez)
  - WWF World Tag Team Championship (2 veces) con Shawn Michaels
  - Triple Crown Championship (Tercero)
  - WWE Hall of Fame (2015 y 2020 por ser miembro de New World Order.)
  - Slammy Awards (4 veces)
    - MVP (1994)[19]
    - Best Tag Team (1994) – with Shawn Michaels[19]
    - Worst Tag Team (1994) – with Shawn Michaels[19]
    - Most Predictable Outcome of the Year (2011) – Performing a powerbomb on Santino Marella[20]

- World Championship Wrestling
  - WCW World Heavyweight Championship (5 veces)
  - WCW World Tag Team Championship (9 veces) con Scott Hall (6), Diamond Dallas Page (2) y Sting (1)
  - World War 3 (1998)

- Pro Wrestling Illustrated
  - Luchador del año (1995)[21]
  - Equipo del año (1997) con Scott Hall (The Outsiders)[22]
  - PWI Luchador que más ha mejorado - 1994[23]
  - PWI Mejor lucha del año - 1995[24] vs. Shawn Michaels  (WrestleMania XI, 2 de abril)

- Situado en el Nº367 en los PWI 500 de 1991
- Situado en el Nº203 en los PWI 500 de 1992
- Situado en el Nº14 en los PWI 500 de 1994
- Situado en el Nº1 en los PWI 500 de 1995
- Situado en el Nº6 en los PWI 500 de 1996
- Situado en el Nº13 en los PWI 500 de 1997
- Situado en el Nº39 en los PWI 500 de 1998
- Situado en el Nº14 en los PWI 500 de 1999
- Situado en el Nº50 en los PWI 500 de 2000
- Situado en el Nº271 en los PWI 500 de 2006
- Situado en el N°186 en los PWI 500 de 2008
- Situado en el Nº105 en los PWI 500 de 2009
- Situado en el Nº53 en los PWI 500 de 2010
- Situado en el Nº59 dentro de los 500 mejores luchadores de la historia - PWI Years, 2003
- Situado en el Nº40 dentro de los 100 mejores equipos de la historia - con Scott Hall; PWI Years, 2003
- Situado en el Nº55 dentro de los 100 mejores equipos de la historia - con Shawn Michaels; PWI Years, 2003

- Wrestling Observer Newsletter

- WON Peor personaje - 1991, Fantasma
- WON Luchador que más ha mejorado - 1994
- WON Luchador más sobrevalorado - 1999
- WON Luchador más sobrevalorado - 2000
- WON Luchador menos favorito de los lectores - 2000
- WON Peor luchador - 1999
- WON Peor Luchador - 2000
- WON Peor feudo del año - 2011, vs. Triple H

## Filmografía
| Películas  | Películas                              | Películas                          | Películas                          |
| Año        | Título                                 | Personaje                          | Notas                              |
| ---------- | -------------------------------------- | ---------------------------------- | ---------------------------------- |
| 1991       | Tortugas Ninja II: El secreto del Ooze | Super Shredder                     | Debut fílmico                      |
| 1997       | Family Plan                            | Jackhammer Guy                     |                                    |
| 2004       | The Punisher                           | El ruso                            |                                    |
| 2005       | The Longest Yard                       | Guardia Engleheart                 |                                    |
| 2006       | Grandma's Boy                          | Mover #2                           |                                    |
| 2006       | DOA: Dead or Alive                     | Bass Armstrong                     |                                    |
| 2011       | River of Darkness                      | Jayden Jacobs                      |                                    |
| 2011       | Almighty Thor                          | Odin                               | Directo a video                    |
| 2011       | Monster Brawl                          | Coronel Crookshank                 |                                    |
| 2012       | The Association                        | Gordon                             |                                    |
| 2012       | Rock of Ages                           | Guardaespaldas de Stacee Jaxx      |                                    |
| 2012       | Magic Mike                             | Tarzan                             |                                    |
| 2012       | The Newest Pledge                      | Papá de Merkhaus                   |                                    |
| 2014       | John Wick                              | Francis "Security Man, Red Circle" |                                    |
| 2015       | Magic Mike XXL                         | Tarzán                             |                                    |
| 2018       | The Manor                              | Reverend Thomas                    |                                    |
| Televisión |                                        |                                    |                                    |
| Año        | Título                                 | Personaje                          | Notas                              |
| 1992       | La Cosa del Pantano: La Serie          | Quixo                              | Episodio: "The Old House of Mayan" |
| 1992       | Super Force                            | Iau / Lau                          | 2 episodios                        |
| 1997       | Sabrina, the Teenage Witch             | Gigante                            | Episodio: "The Crucible"           |
| 1998       | The Love Boat: The Next Wave           | Rocky Williams                     | Episodio: "Captain's Courageous"   |
| 2000–2001  | Nikki                                  | The Big Easy                       | 2 episodios                        |
| 2004       | The Wayne Brady Show                   | El mismo                           |                                    |
| 2009       | Brothers                               | El mismo                           | Episodio: "Snoop / Fat Kid"        |